# غاكوتو نوتسودا
غاكوتو نوتسودا (باليابانية: 野津田 岳人) (6 يونيو 1994 في هيروشيما في اليابان – )؛ هو لاعب كرة قدم ياباني سابق كان يلعب كلاعب وسط.

## وصلات خارجية
- غاكوتو نوتسودا على موقع الاتحاد الدولي (مؤرشف)  (الإنجليزية)
- غاكوتو نوتسودا على موقع رابطة كرة القدم اليابانية للمحترفين (اليابانية)
- غاكوتو نوتسودا على موقع إي إس بي إن إف سي (الإنجليزية)
- غاكوتو نوتسودا على موقع قاعدة بيانات كرة القدم.إي يو (الإنجليزية)
- غاكوتو نوتسودا على موقع ناشيونال فوتبول تيمز (الإنجليزية)
- غاكوتو نوتسودا على موقع Soccerbase.com (لاعب) (الإنجليزية)
- غاكوتو نوتسودا على موقع Soccerway.com (الإنجليزية)
- غاكوتو نوتسودا على موقع عالم كرة القدم.نت (الإنجليزية)
- غاكوتو نوتسودا على موقع كووورة
- غاكوتو نوتسودا على موقع أوليمبيديا (الإنجليزية)